# 몬티차노
몬티차노(이탈리아어: Monticiano)는 이탈리아 토스카나주 시에나도에 있는 코무네다. 이곳의 프라치오네 중 하나인 바그니(Bagni)는 온천으로 유명하다.

## 역사
볼테라 주교구의 종주권 하에 있었을 당시인 서기 1117년에 "몬티차노 성"으로서 역사에 처음 언급된다. 중세 시대에 이곳의 숲은 매우 중요한 자원들이 상당했었다. 목제만을 제공한 것이 아니라 밤 같은 몇몇 중요한 식량들을 공급했다. 몬티차노 주변으로 주로 밀을 생산하며 농업 체계가 급속히 발전하였다. 1266년 기벨린 파로 참여했다가 베네벤토에서 패배하면서, 시에나에게 점령당하였다. 시에나인들은 성곽을 파괴하였다. 1554년 토스카나 대공국의 영토가 되었다. 1629년부터 1749년까지 판노키에스키(Pannocchieschi) 가문의 영지였다.
1860년, 이곳의 거주민 723명 모두 이탈리아 왕국에 흡수되는데 동의하였다. 제2차 세계대전 기간에는 시에나 출신의 파르티잔들이 몬티차노에서 첫 조직적 작전을 펼쳤고, 또한 스파르타코 라바니니(Spartaco Lavagnini)라는 저항 단체도 작전을 펼쳤다. 1944년 6월 3일과 4일 이곳의 광장에서 벌어진 파르티잔과 독일군 사이에 벌어진 야간 전투는 특히 기억되고 있다.